# Stefan Kaczorowski
Stefan Bronisław Kaczorowski (ur. 18 listopada 1899 w Ośnie, zm. 1 stycznia 1988 w Łodzi) – polski polityk, sekretarz generalny Polskiego Stronnictwa Chrześcijańskiej Demokracji w latach 1931–1934, członek Zarządu Głównego Stronnictwa Pracy w 1937 roku, nestor przedwojennej chadecji, działacz opozycji demokratycznej w PRL, członek KOR, członek ROPCiO.

## Życiorys

### Przed II wojną światową
Był synem urzędnika kolejowego Stanisława i nauczycielki muzyki Stefani z domu Sulimirskiej. Ukończył studia na Wydziale Prawa Uniwersytetu Warszawskiego w Warszawie. Uczestniczył w wojnie polsko-bolszewickiej w 1920 roku.
W latach 20. XX wieku działał w chadeckich organizacjach młodzieżowych: Stowarzyszeniu Katolickiej Młodzieży Akademickiej w latach 1919–1926, następnie, do wybuchu II wojny światowej w Chrześcijańskim Związku Młodzieży Pracującej „Odrodzenie”. W okresie od 8 października 1934 roku do co najmniej 1936 roku był skarbnikiem „Odrodzenia”. Blisko współpracował z Wojciechem Korfantym. Był redaktorem „Pracownika Polskiego” (1928–1933), „Pro Christo – Wiara i Czyn” (1930–1933). Publikował w wydawanym przez środowiska chrześcijańskie czasopiśmie „Prąd”. Wielokrotnie na łamach prasy prezentował antysemickie stanowisko.
W 1931 roku został sekretarzem generalnym Chrześcijańskiej Demokracji (do 1934 roku). W 1937 roku został wybrany na członka Zarządu Głównego Stronnictwa Pracy. Był też członkiem rady miejskiej Łodzi.

### II wojna światowa
Walczył w kampanii wrześniowej 1939 roku. W 1941 roku był przypadkowo aresztowany w ulicznej łapance i osadzony na Pawiaku, ale po pół roku wyszedł na wolność. Niemcy nie zorientowali się, kogo mieli w swoich rękach. W czasie wojny był m.in. prezesem konspiracyjnego Zarządu Stołecznego Stronnictwa Pracy, później należał do konspiracyjnej Rady Jedności Narodowej. Był uczestnikiem Powstania Warszawskiego, wstąpił do Armii Krajowej i walczył jako żołnierz, walczył w oddziale „Krybar” na Powiślu. Po wybuchu powstania został skierowany na stanowisko zastępcy delegata okręgowego Okręgowej Delegatury Rządu Łódź. Jednocześnie był prezesem Zarządu Wojewódzkiego Stronnictwa Pracy w Łodzi.

### Po II wojnie światowej
Po wojnie wraz z Karolem Popielem próbował reaktywować chadeckie Stronnictwo Pracy. Wkrótce musiał jednak wyjechać z Polski w świetle zagrożenia aresztowaniem. Po krótkich pobytach w Belgii, Francji, Wielkiej Brytanii wyjechał do USA. W Stanach Zjednoczonych był prezesem tamtejszego Stronnictwa Pracy (w latach 1947–1948), później w 1956 został wiceprezesem RJN w USA. W 1957 roku wrócił do Polski. Po powrocie bronił oskarżonych w procesach politycznych. Był też wielokrotnie zatrzymywany za przeciwdziałanie rozbiórce krzyży i kapliczek przydrożnych (1963–1966). Zaangażował się w obronę prawa rolników powiatów łódzkiego i łęczyńskiego do utrzymania i remontowania krzyży i kapliczek na ich gruntach. Był wtedy również zawieszony w prawach wykonywania zawodu adwokata.
15 stycznia 1977 roku przystąpił do Komitetu Obrony Robotników, zarekomendowany przez Władysława Siłę-Nowickiego. Głosowanie nad przyjęciem Stefana Kaczorowskiego odbyło się 3 stycznia 1977 roku, a jego kandydaturę zgłosił Jacek Kuroń. Kaczorowski natomiast natychmiast po przyjęciu w skład członków KOR-u przedstawił (7 lutego) wniosek o wykluczenie Jacka Kuronia z szeregów KOR jako „kryptokomunisty i targowiczanina”, w związku z jego postulatem „finlandyzacji” Polski. Wniosek ten nie został potraktowany poważnie przez pozostałych członków. Wystąpił z KOR-u kilka miesięcy później, 29 września tego roku w proteście przeciw warunkom przekształcenia KOR w KSS „KOR”.
Był jednym z 18 sygnatariuszy Apelu do społeczeństwa polskiego – pierwszego oficjalnego dokumentu Ruchu Obrony Praw Człowieka i Obywatela, stając się jednocześnie współzałożycielem tej organizacji 25 marca 1977 roku. W 1978 roku był członkiem Rady Konsultacyjnej przy redakcji niezależnego pisma „Opinia”, od 1978 r. – Rady Finansowej ROPCiO. Był publicystą w niezależnych pismach: „Opinia”, „Wolne Słowo”, „Wolny Polak” i miesięczniku „Rzeczpospolita”.
Poszukiwał wpływów masonerii na życie polityczne w Polsce.
W latach 1980–1981 był inicjatorem prób reaktywowania formacji chrześcijańsko-demokratycznej w środowisku łódzkim.
W 2006 roku został pośmiertnie odznaczony przez Prezydenta RP Lecha Kaczyńskiego Krzyżem Komandorskim z Gwiazdą Orderu Odrodzenia Polski.

### Stefan Kaczorowski jako pisarz
Publikował od roku 1931 pod pseudonimem Wojciech Laryssa. Do jego prac należy „Chrześcijański Uniwersytet Robotniczy (Ch.U.R.) i Chrześcijański Związek Młodzieży Pracujacej” 1931, „Na tle współczesnego kryzysu gospodarczego” 1932, „Wspomnienia i uwagi uczestnika powstania warszawskiego” 1947, „W 10-lecie Ruchu Obrony Praw Człowieka i Obywatela: stanowisko w sprawie wyjścia z kryzysu, zobowiązań międzynarodowych PRL i narodowego pojednania” 1987, i inne.